# Roy Plunkett
Roy J. Plunkett (26 juni 1910 - 12 mei 1994) was een Amerikaans chemicus die, bij toeval, Teflon ontdekte in 1938. 
Hij werd geboren in New Carlisle, Ohio en studeerde aan het Manchester College en de Ohio State University waar hij promoveerde in 1932. In 1936 ging hij als onderzoeker werken aan het Jackson Laboratory van E.I. du Pont de Nemours & Company in Deepwater, New Jersey. Daar deed hij onderzoek naar koelmiddelen die als alternatief voor het giftige ammoniak konden dienen, zoals het gas tetrafluoretheen. Toen hij op 6 april 1938 wat van dit gas uit een drukcilinder wilde aftappen, bemerkte hij dat de druk in de cilinder was weggevallen en dat er geen gas meer in de cilinder zat maar wel een vast, wit materiaal. Hij concludeerde dat het tetrafluorethyleen was gepolymeriseerd tot polytetrafluoretheen (PTFE). Dit polymeer bleek bijzondere eigenschappen te bezitten: het was chemisch inert, bestand tegen zeer corrosieve substanties zoals zoutzuur en tegen hoge temperaturen en had een zeer lage wrijvingscoëfficiënt. Nadat hij erin geslaagd was om in het laboratorium PTFE te maken vroeg hij op 1 juli 1939 een octrooi aan voor de stof die hij "Teflon" noemde. Het Amerikaanse octrooi (Patent nr. 2230654) verkreeg hij op 4 februari 1941. PTFE wordt o.a. gebruikt voor de anti-aanbaklaag in braadpannen en voor chemisch (laboratorium-)materiaal dat tegen agressieve chemicaliën bestand moet zijn.
Plunkett was ook betrokken bij de ontwikkeling van het benzine-additief tetraethyllood, in de periode tussen 1939 en 1952. Daarna leidde hij de productie van fluorkoolwaterstoffen (onder de merknaam Freon) bij DuPont tot aan zijn pensioen in 1975.